# 沙伊滕科尔布
沙伊滕科尔布是德国莱茵兰-普法尔茨州的一个市镇。总面积2.82平方公里，总人口35人，其中男性16人，女性19人（2011年12月31日），人口密度12人/平方公里。